# 中原村 (三重県)
中原村（なかはらむら）は三重県一志郡にあった村。現在の松阪市嬉野町の東端の南部、近鉄山田線・伊勢中原駅の周辺にあたる。

## 地理
- 河川：三渡川、大門川

## 歴史
- 1889年（明治22年）4月1日 - 町村制の施行により、田村・黒野村・津屋城村・須賀領村・算所村の区域をもって発足。
- 1955年（昭和30年）3月15日 - 中郷村・豊地村・中川村・豊田村および宇気郷村の一部（大字小原・上小川）と合併して嬉野町が発足。同日中原村廃止。

## 地域
教育
- 中原村立中原小学校

## 交通

### 鉄道路線
- 近畿日本鉄道
  - 山田線
    - 伊勢中川駅

上記のほか、村域を日本国有鉄道の参宮線（現・紀勢本線）・名松線が通過したが、駅は所在しなかった。

### 道路
- 初瀬街道